# David Stone (Zauberkünstler)

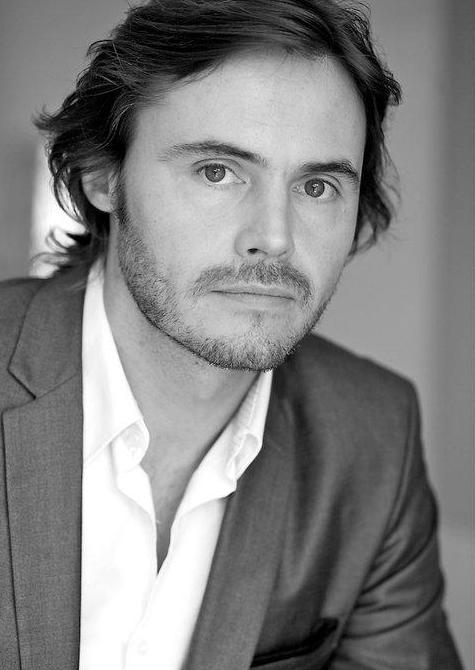
David Stone

David Stone (* 14. August 1972 in Eaubonne, Frankreich als David Muller) ist ein französischer Zauberkünstler.

## Leben
Stone interessierte sich sehr früh für die Zauberkunst und begann mit 19 Jahren mit der Manipulation. Mit 23 Jahren gewann er bei den französischen Meisterschaften der Zauberkunst den Preis „Diavol Grand Prix“. Ein Jahr später nahm er an den europäischen Meisterschaften teil sowie an dem US-amerikanischen Mikromagie-Zauberwettbewerb und gewann bei beiden Wettbewerben. 1995 veröffentlichte er seine ersten Zauber-DVDs namens Basic Coin Magic, die sich mehr als 25.000-mal weltweit verkauften. Danach hielt er auf Zauberkongressen in zahlreichen Ländern Seminare. 2003 wurde er auf dem Kongress „FFFF“ als bester Künstler geehrt. 2005 schrieb David Stone ein Zauberbuch über die Sparte Table Hopping und verfilmte dieses Buch später als DVD. Es folgten eine Reihe weiterer DVD-Veröffentlichungen. 2006 gewann er auf dem FISM-Weltkongress in Stockholm den dritten Platz in der Sparte Close-up-Zauberkunst.

## Veröffentlichungen
- Basic coin magic (1995) – Stéphane Jardonnet Productions
- Génération Imagik Vol. 2 (1996) – Joker Deluxe Productions
- Coin Magic Vol. 2 (1997) – Stéphane Jardonnet Productions/David Stone
- David Stone’s fabulous close-up lecture (1999) – International magic
- Quit smoking (2001) – Magic Boutique
- Live in Boston (2002)- MagicZoom Entertainment
- Best of the best Vol. 11 (2003) – International Magicians Society
- Best of the best Vol. 12 (2003) – International Magicians Society
- Best of the best Vol. 13 (2003) – International Magicians Society
- Live at FFFF (2004)- MagicZoom Entertainment
- The real secrets of magic Vol. 1 (2006) – MagicZoom Entertainment/Close-up Magic
- The real secrets of magic Vol. 2 (2007) – MagicZoom Entertainment/Close-up Magic
- Cell (2008) – MagicZoom Entertainment/Bonne Nouvelle Production
- Window (2009) – MagicZoom Entertainment/Close-up Magic
- The Real Secrets of David Stone (2010) – MagicZoom Entertainment/Close-up Magic
- Tool (2011) – MagicZoom Entertainment
- Reel magic (2012) – issue 30 – Kozmo Magic